# Маклаклин, Беверли
Бе́верли Макла́клин (англ. Beverley McLachlin) — главный судья Верховного суда Канады в 2000—2017 годах (первая женщина на этой должности и рекордсмен по продолжительности пребывания в ней). Она также является председателем Канадского совета магистратуры, председателем Консультативного совета Ордена Канады, председателем Административного совета Государственного института магистратуры. Член Тайного совета Королевы для Канады, компаньон Ордена Канады (2017).

## Биография
Беверли Маклаклин родилась 7 сентября 1943 в Пинчер-Крике в Альберте. В Университете Альберты она получила степень бакалавра искусств, степень магистра философии, а также она является бакалавром права и лучшей в своём выпуске. 
После обучения она с 1969 по 1975 занималась правом и с 1974 по 1981 работала в качестве преподавателя в Университете Британской Колумбии.

### Карьера
Её карьера в качестве судьи началась в 1981 в Суде графства Ванкувер, 8 сентября 1981 она назначена судьёй Верховного суда Британской Колумбии (BCSC), 5 декабря 1985 — Апелляционного суда Британской Колумбии. 7 сентября 1988 она назначена главным судьёй Верховного суда Британской Колумбии, 30 марта 1989 она поступила в высшее судебное ведомство страны — Верховный суд Канады, а 7 января 2000 стала главным судьёй Канады.
1 июля 2008 она возглавила избирательный комитет, представивший врача Генри Моргенталера, известного как врача, производящего аборты, и активиста движения за выбор, к Ордену Канады.
В 2017 году завершила судейскую карьеру в Канаде. В 2018 году назначена непостоянным судьёй Суда последней инстанции Гонконга.

## Награды
- Медаль Золотого юбилея королевы Елизаветы II
- Командор ордена Почётного легиона (Франция, 2007 год)
- Медаль мира Пирсона (2021)

## Почётные университетские звания
- Университет Британской Колумбии, доктор права (поч.), 1990
- Университет Альберты, доктор права (поч.), 1991
- Торонтский университет, доктор права (поч.), 1995
- Йоркский университет, доктор права (поч.), 1999
- Коллегия адвокатов Верхней Канады, доктор права (поч.), 2000
- Оттавский университет, доктор права (поч.), 2000
- Калгарийский университет, доктор права (поч.), 2000
- Университет Брока, доктор права (поч.), 2000
- Университет Саймона Фрейзера, доктор права (поч.), 2000
- Викторианский университет, доктор права (поч.), 2000
- Университет Альберты, доктор права (поч.), 2000
- Летбриджский университет, доктор права (поч.), 2001
- Бриджуотерский колледж, доктор права (поч.), 2001
- Университет Маунт-Сент-Винсент, доктор права (поч.), 2002
- Университет Острова Принца Эдуарда, доктор права (поч.), 2002
- Монреальский университет, доктор права (поч.), 2003
- Университет Манитобы, доктор права (поч.), 2004
- Королевский университет Белфаста, доктор права (поч.), 2004
- Университет Далхаузи, доктор права (поч.), 2004
- Карлтонский университет, доктор права (поч.), 2004
- Университет Мэна в Форт-Кенте, доктор права (поч.), 2005